# Stitz János
Stitz János (Nyitra, 1897. december 15. – Cleveland, 1985. november 1.) magyar vegyészmérnök, méhész, országgyűlési képviselő.

## Élete
Római katolikus vallásban született, több száz éves múltú pozsonyi patrícius család egyik leszármazottjaként. Középiskolái elvégzése után a József nádor műegyetemen szerzett vegyészmérnöki oklevelet. Igazi szakterülete a méhészet volt, aminek – nem kis részben angol, német és francia nyelvismerete révén – nemzetközileg is elismert szakértőjévé vált.
A méhészet szakterületén belül széles körű tudományos, publicisztikai és egyesület munkát fejtett ki; hivatalos kiküldetésben is többször vett részt nemzetközi – torinói, berlini, londoni – méhészeti kongresszusokon, melyeken általában több előadást is tartott. Cikkei és tanulmányai nagy szánban jelentek meg magyar és idegen nyelveken egyaránt; nevéhez fűződik A méz című monográfia megjelentetése.
A politikába eleinte Pécs város törvényhatósági bizottságának tagjaként kapcsolódott be; később számos térségi egyesületben vállalt tagságot, akár bizonyos szintű vezetőségi megbízatásokat is.	 Elindult az 1939-es országgyűlési választáson is, ahol a sásdi egyéni választókerületben szerzett mandátumot, a Magyar Egység Pártja színeiben. 